# Вртбовский дворец
Вртбовский дворец (чеш. Vrtbovský palác) находится в Праге на углу Кармелитской улицы и Тржиште. Это одно из многих исторических зданий на Малой Стране, непосредственно связанных с важнейшими датами истории Праги и Чехии.

## История
На месте дворца в XVI-XVII вв. стояли ренессансные жилые дома. В 1622 г. граф Сезима из Вртбы купил южный дом, а в 1631 г. — северный. Северный дом также, в свою очередь состоял из двух частей, одна из которых в своё время принадлежала К.Гаранту — ученому и писателю, казненному вместе с другими восставшими на Староместской площади.
Граф Сезима распорядился объединить оба дома, перестроив их в позднеренессансном стиле. В это же время вокруг дворца появился великолепный сад с виноградниками.
Дворец с садом перешел по наследству внуку графа Сезимы, Яну Йозефу Вртбовскому, бургграфу Пражского Града. Он решил перестроить дворец и сад в стиле барокко, в котором в то время создавались практически все здания в городе.
Для создания проекта реконструкции бургграф пригласил известного архитектора Франца Максимилиана Каньку. Воплощали проект лучше пражские художники и зодчие. В 1720 г. был переделан в барочном стиле и сохранившийся до наших дней сад.
В 1799 г. Вртбовский дворец был куплен императорским советником Яном Майером, который распорядился провести новую реконструкцию. Заниматься перестройкой дворца в классическом стиле было поручено придворному архитектору Йозефу Зобелу. В процессе этой перестройки к зданию были добавлены два новых крыла — западное и южное, и построена парадная лестница.
В 1807 г. городские власти передали дворец в распоряжение больнице на Карлове, во владении которой он находился до 1836 г., после чего его выкупил купец по фамилии Барт и превратил здание в доходный дом, в котором позднее поселился известный чешский художник Миколаш Алеш. 

Вртбовский сад

С 1839 г. дворец перешел во владение вдовы купца, Марии Бартовой, которая продолжала перестраивать и совершенствовать здание, а в саду распорядилась поставить два новых павильона.
В 1911-1912 гг. дворец пережил еще одну реконструкцию, в результате которой появились пристроенные с внешней стороны четвертый этаж и аттик.
Во время Второй мировой войны дворцом владели представители немецкой администрации в Чехии. После окончания войны здание конфисковали у немцев и оно стало собственностью Чехословацкого министерства иностранных дел. Последняя реставрация дворца была проведена в последние десятилетия XX в.
Вртбовский сад при дворце, в отличие от здания, практически не изменил своего облика со времен реконструкции 1720 г., в которой принимали участие Франц Максимилиан Канька, В. Райнер и М. Брандл. Эти прославленные мастера блестяще справились со своей задачей и превратили огромный участок с очень сложным рельефом и неправильной формой в великолепный садово-парковый ансамбль.
Склон сада был разбит на три террасы, соединенные между собой лестницами, огибающими неровности рельефа. Хозяйственный двор скрыла садовая лоджия, украшенная росписями работы Райнера, скульптурами Брауна и штукатурной отделкой Солдатти.
В 1990-х гг. сад был полностью восстановлен в максимально приближенном к оригиналу виде, реконструкцией руководил инженер-садовник В. Вайнфуртер, а проект озеленения составлял Й. Бржезина. Восстановленный сад был открыт для посещения в июне 1998 г.
Несомненным достоинством садового комплекса является необычность решения, которая позволяет воспринимать сад как единое целое, несмотря на перепады высот и сложную форму. С самой верхней террасы сада открывается великолепный вид на Малую Страну и Пражский Град. В садовой лоджии в настоящее время проводятся концерты классической музыки, а в галерее дворца — выставки.